# Il tempo che ci rimane
Il tempo che ci rimane (The Time That Remains) è un film del 2009 diretto da Elia Suleiman.
Il regista palestinese firma anche il soggetto, la sceneggiatura, oltre ad essere uno degli interpreti principali.

## Trama
Il film è la cronaca dal 1948 di una famiglia palestinese residente a Nazareth. Il regista  Elia Suleiman (che interpreta se stesso) giunge in aereo in Israele e sale su un taxi guidato da un israeliano. Durante il viaggio si scatena un furioso temporale e il tassista, che ha perso l'orientamento, si ferma. Suleiman si lascia andare ai ricordi e ricostruisce i rapporti fra Israele e i Palestinesi attraverso quattro episodi che si susseguono senza soluzione di continuo l'uno con l'altro:
- La prima parte si svolge durante la guerra arabo-israeliana del 1948. Il nonno di Elia Suleiman, sindaco di Nazareth, firma la capitolazione della città, sottoscrivendo condizioni molto dure. Fouad Suleiman, il padre di Elia, è un combattente della resistenza palestinese; viene denunciato da uno dei suoi compatrioti alle truppe israeliane, e viene percosso a sangue dai soldati israeliani finché non è creduto morto.
- La seconda parte si svolge nel 1970 (i notiziari televisivi trasmettono servizi sulla morte di Nasser). Elia è bambino, frequenta una scuola israeliana e viene ripreso dal preside perché ha scritto in un tema che gli USA sono colonialisti; Fouad Suleiman ascolta i fantasiosi programmi politici di un vicino di casa, di notte si reca a pescare con un amico; la madre è in contatto epistolare con i familiari profughi in Giordania; il padre rischia la vita per salvare l'autista di un camion carico di esplosivi coinvolto in un incidente automobilistico.
- La terza parte si svolge attorno al 1980; Elia è un giovane uomo taciturno che vive ancora in famiglia nella stessa casa in cui vivevano dieci anni prima e frequenta alcuni amici i quali parlano esclusivamente di donne. Il padre, che è stato sottoposto a un intervento cardiochirurgico, è prossimo alla morte; la madre continua a scrivere ai parenti esuli in Giordania; in famiglia vive zia Olga la quale comincia a perdere la memoria; un poliziotto amico di famiglia comunica che Elia è stato denunciato e deve abbandonare il paese entro 24 ore.
- Nell'ultima parte, ambientata nell'epoca contemporanea, il regista ritorna a casa per rivedere la madre ammalata, ricoverata in una casa di cura; Nazaret è molto cambiata: i due amici di Elia sembrano non capire le giovani generazioni, i giovani a loro volta sembrano ignorare la presenza degli israeliani. Il film termina con l'immagine di Elia che  scavalca con un'asta il muro che gli israeliani hanno innalzato per tenere lontani i palestinesi.

## Critica
I giudizi della critica specializzata sull'opera diretta da Elia Suleiman sono stati positivi. Di quest'opera sono sottolineati da una parte l'impegno civile, dall'altra l'atteggiamento schivo dell'autore il quale nel film non pronuncia neanche una battuta. Maurizio Porro parla di «espressivo silenzio» che da storie private conduce alla grande Storia. Un giudizio analogo dà Giona Nazzaro su MicroMega il quale paragona Suleiman a Buster Keaton, Stan Laurel e Jacques Tati.
Qualche riserva per Mereghetti. Pur giudicando Il tempo che ci rimane «il film di maggior respiro e ambizione di Suleiman», nel quale non mancano i momenti geniali, sconcertanti e comici, «si ha però l'impressione di un film terminale e privato, chiuso nel suo dolore ma anche nel suo ermetismo».

## Riconoscimenti
Il film è stato presentato in concorso al Festival di Cannes 2009 e al Toronto International Film Festival. Ha vinto il Gran premio della giuria all'Asia Pacific Screen Awards del 2009, mentre a Suleiman è stato consegnato il premio per la migliore regia al 24º Festival internazionale del cinema di Mar del Plata.